# Hammersborg
Hammersborg är ett urbant område på en kulle i norra änden av innerstaden i Oslo, i stadsdelen St. Hanshaugen.  Kullen är trevligt belägen som en plats för viktiga byggnader, och från mitten av 1800-talet till 1920-talet diskuterades det att bygga bland annat rådhuset här. Hammersborg kännetecknades då av låga korsvirkesbyggnader och träbyggnader. De flesta gamla hus revs och ersätts av modernare stål- och betongbyggnader. Några av de gamla husen och ett duvslag har flyttats till Norsk Folkemuseum.  
Detta område inkluderar nu bland annat Trefoldighetskirken, Svenska Margaretakyrkan, katolska St. Olavs domkyrka, det gamla Deichmanske bibliotek, anglikanska St. Edmund's Church, delar av Regjeringskvartalet och Kristparken.
Den äldsta kända byggnaden i Hammersborg var Christi-kyrkan, byggd 1626. Krist-kyrkogården grundades 1654 i samband med pesten som härjade i staden. Kyrkan revs 1756, en del av kyrkogården, Kristparken är intakt.
Den äldsta kvarvarande byggnaden från gamla Hammersborg är Fredensborgveien 1, ett trähus med en våning från 1827. Fredensborgveien 5, byggd i en muromgärdad korsvirkesbyggnad under första hälften av 1800-talet, bevarades 2008 som ett "byggnadshistoria och kulturhistoriskt viktigt exempel på en stad- och förortsgård i Oslo från första hälften av 1800-talet."

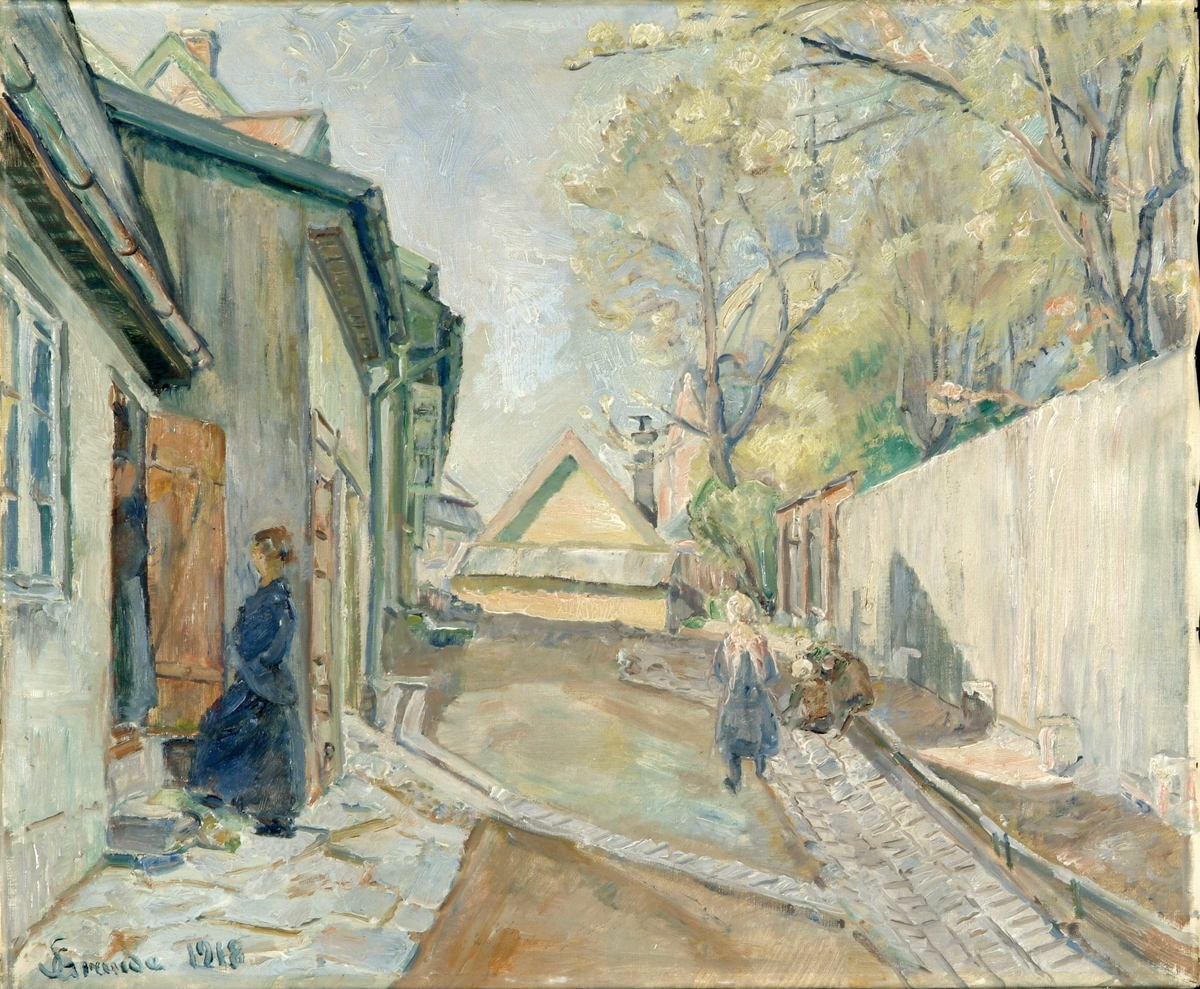
Målning från gamla Hammersborg år 1917 av Severin Grande. Oslo Museum.